# Porträtt av Ludvig XIV i kröningsdräkt

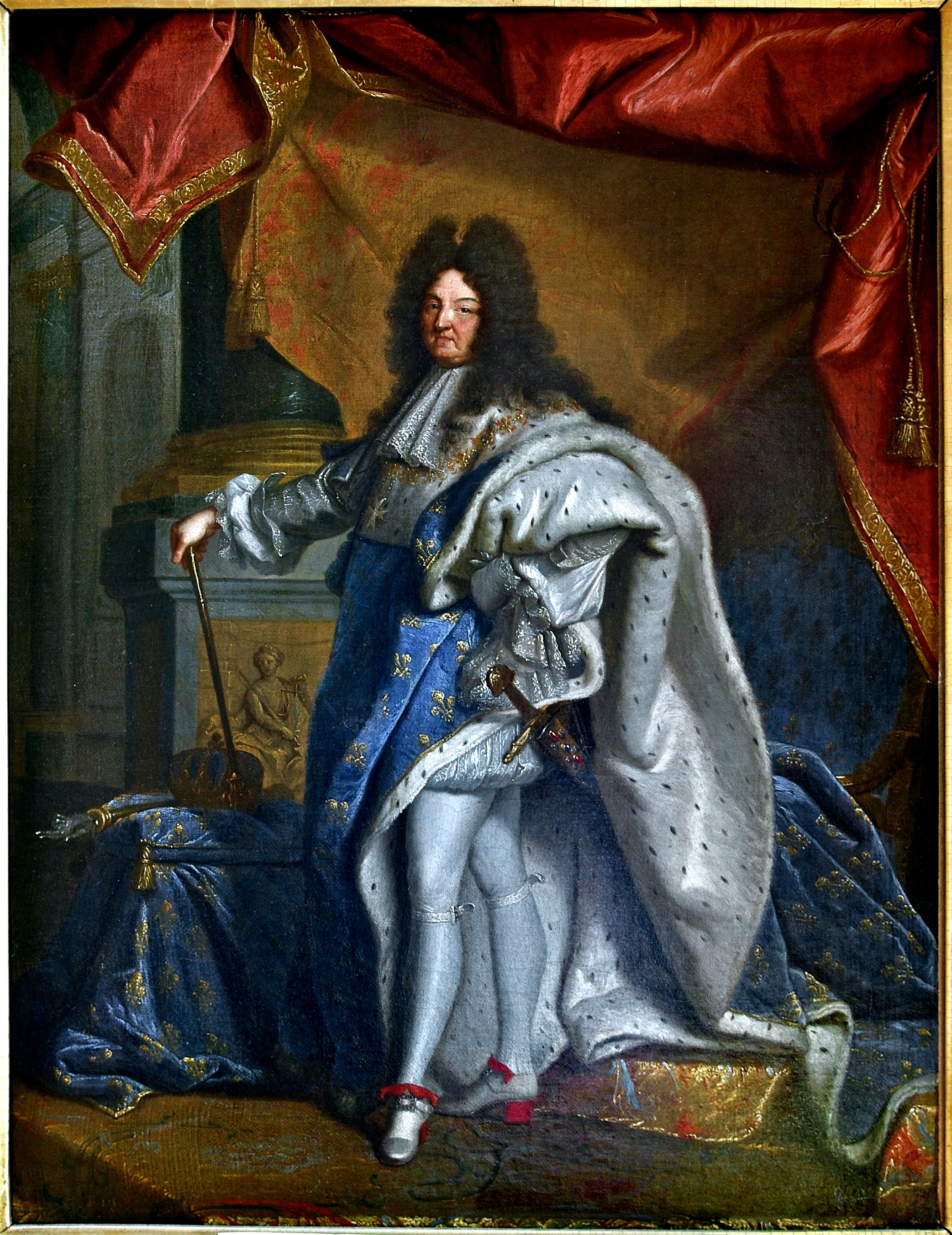
Skiss av Hyacinthe Rigaud för kungaporträttet, 1701

Porträtt av Ludvig XIV i kröningsdräkt är en oljemålning av Hyacinthe Rigaud från 1701.
Porträttet avbildar Ludvig XIV på höjden av sin makt vid 63 års ålder. 
Kungen avbildas stående, med kroppen vriden tre kvarts varv till vänster. Posen var avsedd att visa hans person på bästa sätt. Kungen tar upp utrymmet i mitten av tavlan, vars komposition är byggd på vertikala linjer: kolonn, kung och tron, samt på en pyramid i vilken suveränen är inordnad. Detta ger också ett intryck av att kungen är upphöjd. Det dramatiska i scenen accentueras av tunga draperier. En kraftig pelare av marmor, sedan renässansen en symbol för stabil makt, håller upp kompositionens vänstra sida. Den massiva pelaren vilar på en stylobat, vars två synliga sidor är dekorerade med reliefer som avbildar två kungliga dygder: rättvisa på framsidan och styrka på den vänstra sidan. 
Kungen står framför en tron, som klädd med blått tyg med liljor. Tronen är högt placerad på en estrad och har en sidentronbaldakin, som är purpurfärgad, den färg som sedan antiken antyder makt och rikedom. Kungen förkroppsligar ett högsta majestät, i och med att han inte behöver bära sina regalierna: krona och spira. Dessa ligger i stället vid sidan om på en pall. Han bär i stället ett svärd, vilket inte hör ihop med kröningsdräkten. Han har en lejonperuk, skjorta med en jabot-halsduk. Kragen är Den Heliga andens ordens krage. Manteln är tillbakadragen från skuldran för att visa svärdet.

## Proveniens
Den blivande kung Filip V av Spanien övertalade Ludvig XIV att beställa ett porträtt av Hyacinthe Rigaud av sig för att Filip V skulle kunna ta med sig det till Spanien. Målningen beställdes, men Ludvig XIV behöll målningen själv och lät hänga den på slottet i Versailles. Den har blivit de facto det officiella porträttet av Ludvig XIV.
Målningen finns numera på Louvren i Paris. Den är en av tio målningar som valts ut av franska konstinstitutioner för att representera fransk konst i Europeanas europeiska konstprojekt 2016.